# بیا عشق بورزیم
بیا عشق بورزیم (انگلیسی: Let's Make Love) فیلمی در ژانر کمدی رمانتیک و موزیکال به کارگردانی جرج کیوکر است که توسط شرکت فاکس قرن بیستم در سال ۱۹۶۰ منتشر شد. این فیلم آخرین فیلم موزیکال مریلین مونرو محسوب می شود.

## بازیگران
- مریلین مونرو
- ایو مونتان
- تونی رندل
- ویلفرید هاید-وایت
- جین کلی
- بینگ کرازبی
- میلتون برل
- جو بسر